# Municipio de Hartland (Ohio)
El municipio de Hartland (en inglés: Hartland Township) es un municipio ubicado en el condado de Huron en el estado estadounidense de Ohio. En el año 2010 tenía una población de 1112 habitantes y una densidad poblacional de 16,47 personas por km².

## Geografía
El municipio de Hartland se encuentra ubicado en las coordenadas 41°11′4″N 82°28′50″O / 41.18444, -82.48056. Según la Oficina del Censo de los Estados Unidos, el municipio tiene una superficie total de 67.53 km², de la cual 67,39 km² corresponden a tierra firme y (0,2 %) 0,14 km² es agua.

## Demografía
Según el censo de 2010, había 1112 personas residiendo en el municipio de Hartland. La densidad de población era de 16,47 hab./km². De los 1112 habitantes, el municipio de Hartland estaba compuesto por el 98,11 % blancos, el 0,27 % eran amerindios, el 0,36 % eran de otras razas y el 1,26 % eran de una mezcla de razas. Del total de la población el 2,43 % eran hispanos o latinos de cualquier raza.